# 刘波 (晋朝)
刘波（4世纪—390年），字道则，东晋彭城郡（今江苏省徐州市）人，刘隗之孙。
随祖父刘隗投靠石勒，为石虎部将王洽参军，石虎死后，与王洽一起归附东晋。晋穆帝以他为襄城郡太守，官至桓冲中军咨议参军。桓温西征袁瑾，刘波为淮南内史、建威将军，留镇石头城（今江苏省南京市清凉山）。袁瑾平定后，转任冠军将军、南郡相，守江陵（今湖北省荆州市）。太元四年（379年），前秦苻坚弟苻融、子苻丕在襄阳围攻梁州刺史朱序，刘波率众营救，以畏敌而不敢前进，致使襄阳失陷，朱序被俘，于是免官。后复为冠军将军，官至散骑常侍。太元八年（383年），随荆州刺史桓冲伐秦。淝水之战，苻坚战败，出督淮北诸军、冀州刺史，因病未行。病卒。追赠前将军。子刘淡嗣位。元熙初年，官至庐江郡太守。